# Ver de Lambton

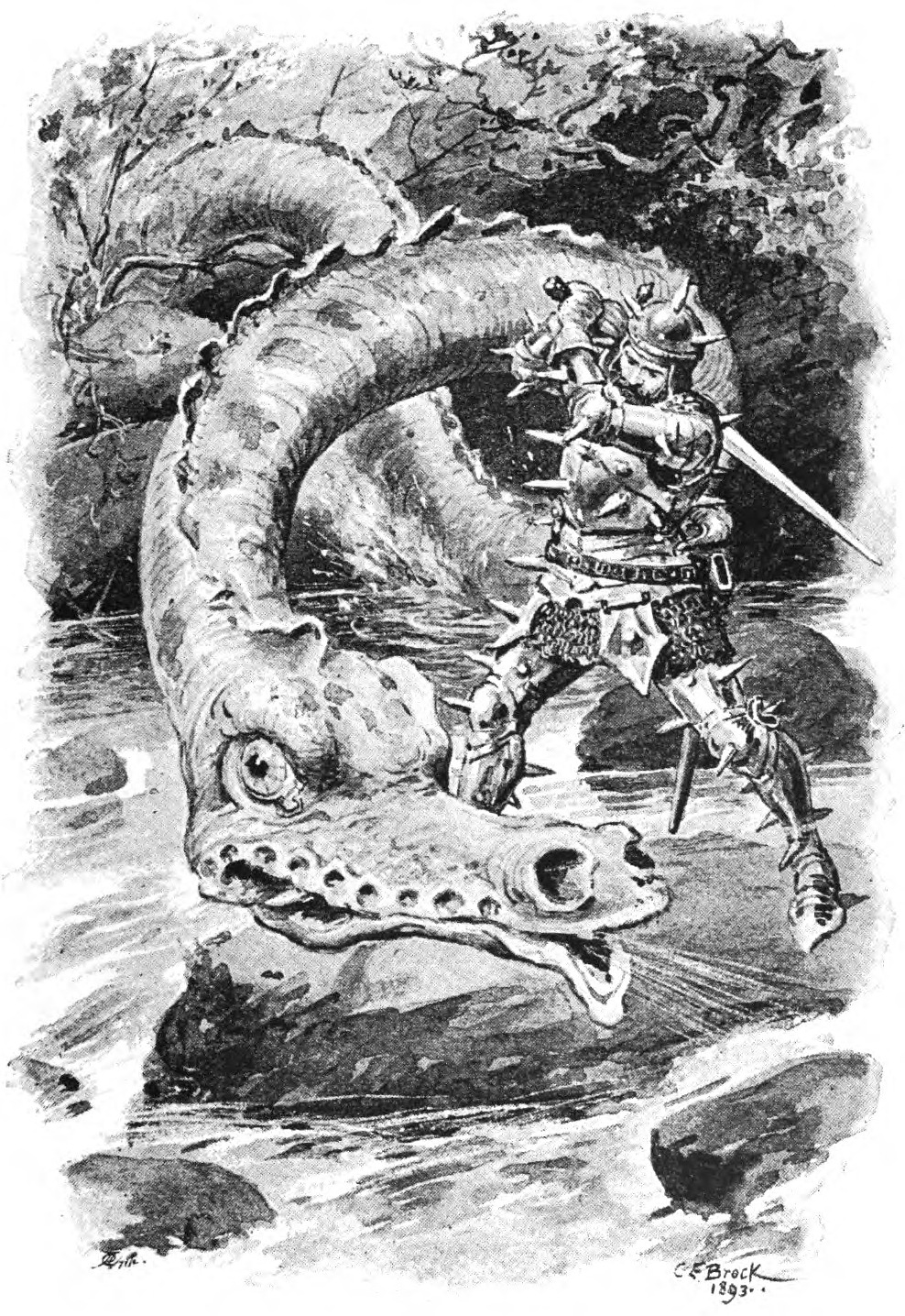
Illustration du ver de Lambton de 1890.

Le ver de Lambton est un ver géant issu du folklore anglais. Il est connu pour avoir terrorisé le comté de Durham, et pour avoir fait peser une terrible malédiction sur neuf générations de Lambton.

## Description physique
Le ver de Lambton possède un corps de serpent dépourvu de membres. Sa mâchoire contient des centaines de dents particulièrement aiguisées. Chaque côté de son cou présente neuf branchies d'où suinte un liquide nauséabond. Son corps sécrète une écume blanchâtre qui fait dépérir l'herbe sur laquelle il repose. L'haleine qu'exhale sa bouche est empoisonnée et brûle les feuilles des arbres voisins.

## Légende
L'histoire se passe au village de Washington, dans le comté de Durham en Angleterre. Le matin de Pâques de l'année 1420, John Lambton, l'héritier débauché du château de Lambton, pêcha dans le fleuve Wear un horrible serpent doté d'une face de démon, qu'il prit pour l'incarnation de ses péchés de jeunesse. Pris de panique, il se débarrassa du monstre en le jetant dans un puits. Puis, voulant se repentir de ses péchés, il partit en pèlerinage en Terre sainte. 
Durant ce temps, la créature prit de plus en plus d'ampleur, à tel point qu'un jour le puits devint trop étroit pour elle. Elle s'en échappa et rampa vers la colline voisine, laissant sur son passage une trace fumante et acide. Elle avait tellement grandi qu'elle pouvait faire neuf fois le tour de la colline avec ses anneaux. Elle se mit alors à semer la terreur dans la région, dévastant les récoltes et les forêts, dévorant le bétail et les enfants. Les habitants furent forcés de s'enfermer chez eux, craignant la malédiction du ver géant. Ils trouvèrent toutefois une solution à leurs malheurs. S'inspirant d'une ancienne recette, qui servait à l'origine à calmer les dragons, ils tentèrent d'apaiser le serpent en lui donnant à boire du lait. Ainsi, un matin, ils remplirent de lait frais une gigantesque auge, que le monstre but avec avidité. Et en effet, il demeura calme la journée et la nuit qui suivirent. Mais le matin d'après, quand le serpent vit qu'il n'y avait plus de lait à sa disposition, il fut pris de furie. Pour éviter de s'attirer les foudres de la créature, les habitants mirent toutes les vaches de la région à contribution. Bien sûr, quelques courageux chevaliers tentèrent de tuer le ver à l'aide de lances et d'épées. Mais, quand par miracle ils parvenaient à sectionner le monstre en deux, les parties se refondaient, lui rendant la vie.
Lorsque John Lambton fut de retour, il fut horrifié par la vision de la colline, entourée des anneaux du serpent. Il décida que c'était à lui de mettre la bête à mort. Il apprit d'une vieille sorcière que, pour venir à bout du ver, il devait le tuer dans la rivière d'où il l'avait pêché, en se vêtant d'une armure spéciale, dotée de lames tranchantes. Il y avait également une autre condition : après avoir tué le ver, il devait assassiner la première personne qu'il rencontrerait, pour éviter que la malédiction ne s'abatte sur sa lignée. 
Ayant entraîné le monstre jusqu'au fleuve Wear, John Lambton entama le combat. Lorsque le ver s'enroula autour de lui pour l'étouffer, les lames de l'armure le sectionnèrent en neuf morceaux, qui furent emportés par les flots. 
Une fois le monstre occis, John revint vers le château et croisa son père. Ne pouvant se résoudre à tuer le vieil homme, il sacrifia son chien le plus fidèle, espérant que cela suffirait à éviter la malédiction. Malheureusement, cela ne suffit pas, et pendant neuf générations, ses héritiers moururent dans d'atroces circonstances.